# Matthew Brammeier
Matthew Martin Brammeier (ur. 7 czerwca 1985 w Liverpoolu) – irlandzki, a wcześniej (do 2009) brytyjski kolarz szosowy i torowy.
W czerwcu 2018 zakończył karierę sportową.

## Najważniejsze osiągnięcia

### Kolarstwo szosowe
2003
- 1. miejsce w mistrzostwach Wielkiej Brytanii juniorów (start wspólny)

2007
- 1. miejsce w mistrzostwach Wielkiej Brytanii (do lat 23, jazda ind. na czas)

2010
- 1. miejsce w mistrzostwach Irlandii (start wspólny)

2011
- 1. miejsce w mistrzostwach Irlandii (start wspólny)
- 1. miejsce w mistrzostwach Irlandii (jazda ind. na czas)
- 36. miejsce w mistrzostwach świata (start wspólny)

2012
- 1. miejsce w mistrzostwach Irlandii (start wspólny)

2013
- 1. miejsce w mistrzostwach Irlandii (start wspólny)

## Rankingi

### Kolarstwo szosowe
| Rok             | 2010 | 2011 | 2012 | 2013 | 2014 | 2015 | 2016 | 2017 | 2018  |
| --------------- | ---- | ---- | ---- | ---- | ---- | ---- | ---- | ---- | ----- |
| World Ranking   |      |      |      |      |      |      | 983. | -    | 3033. |
| UCI Europe Tour | 257. |      |      | 345. | -    | 661. | 655. | -    | 2017. |
| UCI Asia Tour   | -    |      |      | -    | 122. | -    | -    | -    | -     |
| UCI Africa Tour | -    |      |      | -    | 246. | -    | -    | -    | -     |
|                 |      |      |      |      |      |      |      |      |       |
| Źródło: UCI     |      |      |      |      |      |      |      |      |       |